# Association sportive de Monaco 2017-2018 (pallacanestro)
Questa voce raccoglie le informazioni riguardanti l'Association sportive de Monaco nelle competizioni ufficiali della stagione 2017-2018.

## Stagione
La stagione 2017-2018 dell'Association sportive de Monaco è la 26ª nel massimo campionato francese di pallacanestro, la Pro A.

## Roster
Aggiornato al 18 agosto 2018.
| Monaco 2017-18 | Monaco 2017-18 |
| Giocatori      | Staff tecnico  |
| -------------- | -------------- |

| N. | Naz.                                                     | Ruolo | Nome              | Anno | Alt.   | Peso   |  |
| -- | -------------------------------------------------------- | ----- | ----------------- | ---- | ------ | ------ |  |
| 0  | Burkina Faso (bandiera) · Francia (bandiera)             | G     | Yakuba Ouattara   | 1992 | 192 cm | 84 kg  |  |
| 2  | Stati Uniti (bandiera) · Bosnia ed Erzegovina (bandiera) | P     | D.J. Cooper       | 1990 | 183 cm | 80 kg  |  |
| 4  | Stati Uniti (bandiera)                                   | P     | Aaron Craft       | 1991 | 188 cm | 85 kg  |  |
| 5  | Mali (bandiera) · Francia (bandiera)                     | AP    | Amara Sy (C)      | 1981 | 202 cm | 100 kg |  |
| 6  | Francia (bandiera)                                       | G     | Paul Lacombe      | 1990 | 190 cm | 97 kg  |  |
| 7  | Croazia (bandiera)                                       | AG    | Damjan Rudež      | 1986 | 203 cm | 100 kg |  |
| 8  | Ucraina (bandiera)                                       | GA    | Serhij Hladyr     | 1988 | 196 cm | 94 kg  |  |
| 9  | Bosnia ed Erzegovina (bandiera)                          | C     | Elmedin Kikanović | 1988 | 211 cm | 104 kg |  |
| 10 | Francia (bandiera)                                       | A     | Romain Poinas     | 1998 | 203 cm |        |  |
| 11 | Stati Uniti (bandiera)                                   | P     | Dru Joyce         | 1985 | 182 cm | 76 kg  |  |
| 11 | Francia (bandiera)                                       | P     | Kevin Cham        | 1998 | 182 cm |        |  |
| 13 | Francia (bandiera)                                       | AG    | Léopold Ca        | 1998 | 208 cm |        |  |
| 14 | Francia (bandiera)                                       | AG    | Georgi Joseph     | 1982 | 197 cm | 98 kg  |  |
| 15 | Seychelles (bandiera) · Francia (bandiera)               | AC    | Abdel Kader Sylla | 1990 | 205 cm | 99 kg  |  |
| 16 | RD del Congo (bandiera)                                  | AG    | Shekinah Munanga  | 1997 | 201 cm | 87 kg  |  |
| 20 | Francia (bandiera)                                       | G     | Luc Loubaki       | 1997 | 191 cm | 84 kg  |  |
| 21 | Francia (bandiera)                                       | C     | Bangaly Fofana    | 1989 | 213 cm | 107 kg |  |
| 22 | Stati Uniti (bandiera)                                   | G     | Gerald Robinson   | 1989 | 185 cm | 82 kg  |  |
| 23 | Stati Uniti (bandiera)                                   | AP    | Chris Evans       | 1991 | 203 cm | 100 kg |  |
| 24 | Costa d'Avorio (bandiera) · Francia (bandiera)           | AC    | Ali Traoré        | 1985 | 208 cm | 113 kg |  |

| Allenatore                                                            |
| - Zvezdan Mitrović                                                    |
| Assistente/i                                                          |
| - Olivier Basset Legenda - (C) Capitano - (IN) Inattivo - Infortunato |

## Mercato

### Sessione estiva
| Acquisti | Acquisti          | Acquisti       | Acquisti   | Acquisti |
| R.       | Nome              | da             | Modalità   |          |
| -------- | ----------------- | -------------- | ---------- | -------- |
| P        | Aaron Craft       | Aquila Trento  | definitivo |          |
| C        | Elmedin Kikanović | Alba Berlino   | definitivo |          |
| AG       | Georgi Joseph     | Orléans Loiret | definitivo |          |
| AC       | Abdel Kader Sylla | Orléans Loiret | definitivo |          |
| P        | Dru Joyce         | Bayern Monaco  | definitivo |          |
| G        | Paul Lacombe      | Strasburgo     | definitivo |          |
| G        | Luc Loubaki       | Orléans Loiret | definitivo |          |
| PG       | Gerald Robinson   | Alba Berlino   | definitivo |          |
| AP       | Chris Evans       | G. de Comodoro | definitivo |          |

| Cessioni | Cessioni         | Cessioni        | Cessioni       | Cessioni |
| R.       | Nome             | a               | Modalità       |          |
| -------- | ---------------- | --------------- | -------------- | -------- |
| G        | Jamal Shuler     | Nanterre 92     | fine contratto |          |
| P        | Dee Bost         | Žalgiris Kaunas | fine contratto |          |
| P        | Zack Wright      | Strasburgo      | fine contratto |          |
| G        | Yakuba Ouattara  | Brooklyn Nets   | fine contratto |          |
| AC       | Brandon Davies   | Žalgiris Kaunas | fine contratto |          |
| AP       | Paul Rigot       | Sharks Antibes  | fine contratto |          |
| A        | Jordan Aboudou   | Free agent      | fine contratto |          |
| AG       | Nik Caner-Medley | Estudiantes     | fine contratto |          |
| P        | Thomas Jeram     |                 | fine contratto |          |

### Dopo l'inizio della stagione
| Acquisti | Acquisti        | Acquisti         | Acquisti         | Acquisti   |
| R.       | Nome            | da               | Data             | Modalità   |
| -------- | --------------- | ---------------- | ---------------- | ---------- |
| P        | D.J. Cooper     | BCM Gravelines   | 19 ottobre 2017  | definitivo |
| AC       | Ali Traoré      | Sharks Antibes   | 3 gennaio 2018   | definitivo |
| AG       | Damjan Rudež    | Free agent       | 20 febbraio 2018 | definitivo |
| G        | Yakuba Ouattara | Long Island Nets | 30 marzo 2018    | definitivo |

| Cessioni | Cessioni          | Cessioni    | Cessioni         | Cessioni       |
| R.       | Nome              | a           | Data             | Modalità       |
| -------- | ----------------- | ----------- | ---------------- | -------------- |
| P        | Dru Joyce         | Limoges CSP | 30 ottobre 2017  | rescissione    |
| C        | Abdel Kader Sylla | Free agent  | 22 novembre 2017 | fine contratto |